# Zeugma
|  | Aquest article tracta sobre el recurs literari. Si cerqueu la ciutat, vegeu «Seugma». |

Es coneix com a zeugma (del grec clàssic ζεῦγμα zeũgma, 'enllaç') la figura retòrica consistent en estendre l'ús d'un adjectiu o d'un verb a una clàusula anterior o posterior, d'aquesta manera encara que es refereixi a més d'una clàusula nomes apareix una única vegada i s'ha de sobreentendre en la resta. Es tracta d'una figura retòrica per omissió.
Exemples:
- Però mai no he disparat contra un ocell/ ni contra una esperança (Maria Àngels Anglada, El bosc v.7 i 8). El verb 'disparar' ho és tant del complement 'contra un ocell' com de 'contra una esperança'.
- Tot el poble d'Israel sentia la tronada i el so dels conrs. Tots veien els llamps i la muntanya fumejant. El poble tremolava i es mantenia lluny. (Èxode, 20:18). El verbs 'sentia' i 'veien' serveixen per a dos complements cada un.

## Tipologies
- Zeugma simple: Es dona quan la forma sobreentesa es pot recuperar de la mateixa manera a la que presenta el terme original: Privats de son i (privats de) sou (Salvador Espriu).

- Zeugma complex: Es dona quan un dels elements té una funció gramatical diferent.

- Hipozeugma: Es produeix quan el zeugma es troba en el últim enunciat d'un enunciat.

- Mesozeugma: Es produeix quan el zeugma se situa enmig de l'enunciat.

- Prozeugma: Es produeix quan el zeugma se situa a l'inici de l'enunciat, com és el cas dels dos exemples suara esmentats.